# WALTHER
WALTHER（ワルサー）は、かつて存在した日本のロック・バンド。

## 略歴
1984年、横浜銀蝿の嵐ヨシユキが銀蝿一家としてプロデュース。Sam、アキラ、Fuji、シゲヤンの4人で結成。メンバー全員がリーゼントにサングラスというスタイルが特徴。1985年、シングル「横浜HOBOジャングル」でデビュー。当初はB面「Bye-By-Bye」になる予定だったが、変更された。同年、アルバム『神風』（ビデオ版も有り）をリリース。1986年、シングル「BELIEVE IN FREE」「傷追い人」をリリース。

## 再集結
2015年10月、Fujiを中心に30th ANNIVERSARY LIVEを行う（Fujiのみオリジナルメンバー）。
「横浜HOBOジャングル」演奏時のみ、オリジナルドラマーのシゲヤンがゲスト出演。

## メンバー
- Sam　SamKATO （ギター）
- アキラ　聖アキラ （ギター） - 後に脱退。その後、2002年にロックバンド「BARAKI」を結成。
- Fuji　藤康義 （ベース・ボーカル）-様々な音楽活動を経て「THE BRUXX」を結成。
- シゲヤン　北重樹 （ドラム）

## 作品

### シングル
- 横浜HOBOジャングル（1985年）
- BELIEVE IN FREE（1986年） - 映画『BE FREE!』テーマソング
- 傷追い人（1986年） - OVA『傷追い人』テーマソング

### アルバム・映像作品
- 神風（1985年）

### 関連アルバム
- アニメ・ビデオ「傷追い人」音楽集（1986年7月）
- BE-BOP-HIGHSCHOOL・音楽集（1987年4月）